# Krzysztof Pulikowski
Krzysztof Pulikowski – polski inżynier, profesor nauk rolniczych, zatrudniony na stanowisku profesora w Instytucie Inżynierii Środowiska Wydziału Inżynierii Kształtowania Środowiska i Geodezji Uniwersytetu Przyrodniczego we Wrocławiu.

## Życiorys
W 1992 ukończył studia inżynierii środowiska w Akademii Rolniczej we Wrocławiu, 25 listopada 1997 obronił pracę doktorską Ocena skuteczności oczyszczania ścieków cukrowniczych w zbiornikach akumulacyjnych, 19 października 2004 habilitował się na podstawie pracy zatytułowanej Zanieczyszczenia obszarowe w małych zlewniach rolniczych. 28 lipca 2014 nadano mu tytuł profesora w zakresie nauk rolniczych. Piastuje stanowisko profesora w Instytucie Inżynierii Środowiska na Wydziale Inżynierii Kształtowania Środowiska i Geodezji Uniwersytetu Przyrodniczego we Wrocławiu, jest członkiem Komitetu Nauk Agronomicznych Polskiej Akademii Nauk.
Był prodziekanem na Wydziale Inżynierii Kształtowania Środowiska i Geodezji Uniwersytetu Przyrodniczego we Wrocławiu i członkiem Zespołu Nauk Biologicznych, o Ziemi, Rolniczych, Leśnych i Weterynaryjnych Polskiej Komisji Akredytacyjnej.
23 lutego 2023 r., w związku ze zgłoszonymi przypadkami mobbingu, decyzją rektora Jarosława Bosego otrzymał wypowiedzenie, a następnie zakaz wstępu na uczelnię. Od tej decyzji odwołał się do sądu pracy. Umowa o pracę zakończyła się 30 września 2023, jednak 23 września 2024 ponownie został pracownikiem Uniwersytetu Przyrodniczego. Rektor Krzysztof Kubiak powołał go jednocześnie na funkcję prorektora ds. kadr i rozwoju uczelni kadencji 2024–2028.